# Богураево
Богураево — станция в Белокалитвинском районе Ростовской области.
Входит в состав Богураевского сельского поселения.

## География
Станция находится на расстоянии 40 км (по автодорогам) к юго-западу от города Белая Калитва, административного центра района.

## Население
| 1989 | 2002 | 2010 |
| ---- | ---- | ---- |
| 73   | ↘59  | ↘30  |

## Улицы
На станции имеется одна улица — Путейная.

## Транспорт
Железнодорожная станция Богураево Северо-Кавказской железной дороги (код 587511).